# Цзяху

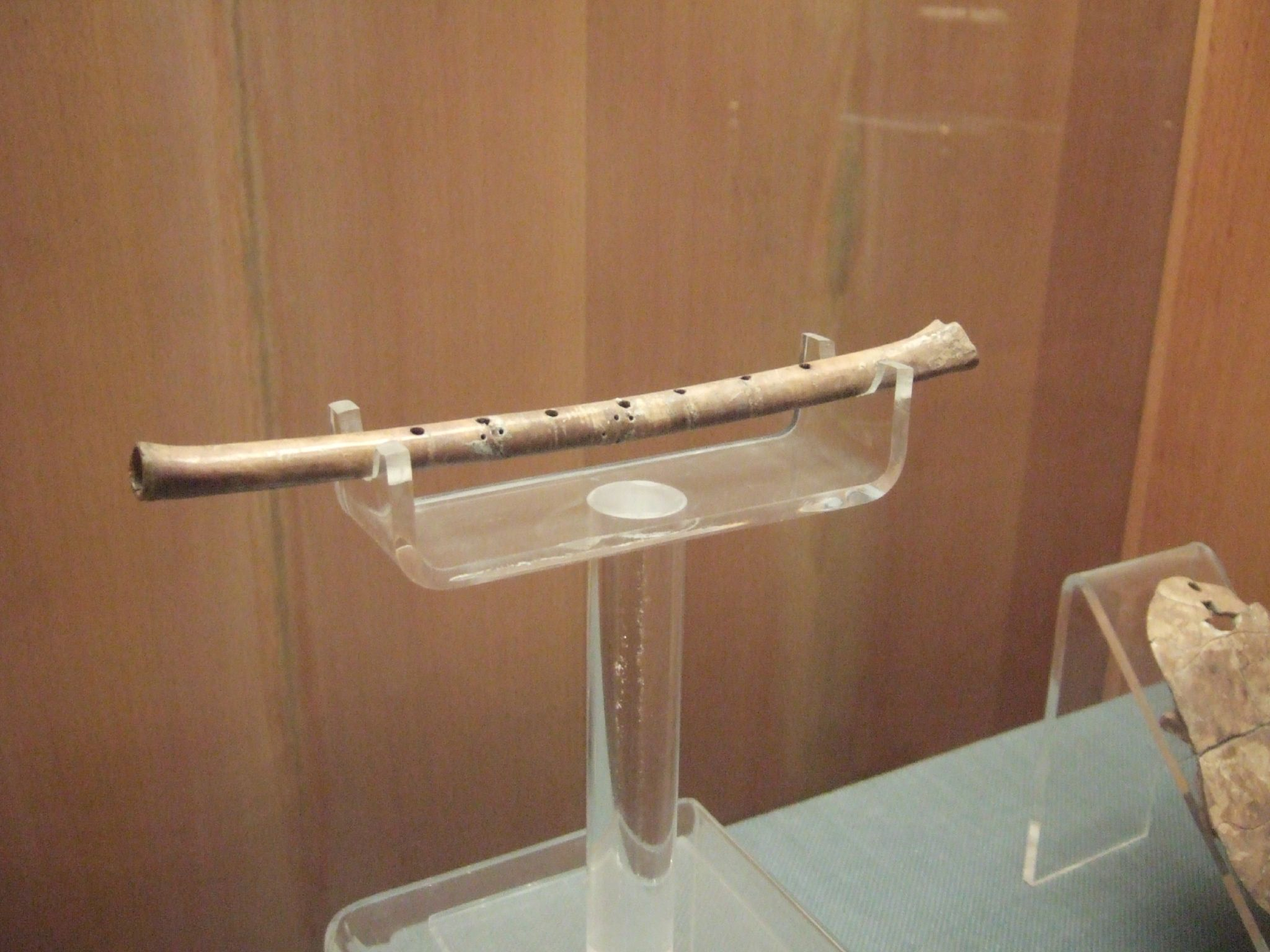
Флейта, найденная в Цзяху. Музей провинции Хэнань.

Образцы знаков, найденных в Цзяху.

Цзяху — неолитическое поселение на реке Хуанхэ в центральных равнинах  Китая, современная провинция Хэнань. Одно из ранних поселений  культуры  Пэйлиган. Было населено в 7000 — 5800 гг. до н. э., позже было затоплено. Укрепления — ров и земляной вал, территория — 55 тыс. кв.м.
Открыто в 1962 г., раскопки не завершены. Археологи выделяют три фазы истории селения. К древнейшей относится период 7000 — 6600 гг. до н. э., средняя занимает от 6600 до 6200 г. до н. э., а последняя — 6200 — 5800 гг. до н. э. Только две последние фазы относятся к культуре  Пэйлиган, древнейшая фаза уникальна для данного региона.
Обитатели культивировали рис и могар. В других регионах культуры  Пэйлиган рис не разводили. Местный сорт риса — один из древнейших сортов культурного риса, который кроме жителей Цзяху был в то время известен только более древней культуре  Пэнтоушань, географически распространенной южнее Цзяху.
В селении обнаружено около 300 могил с жертвоприношениями. Вместе с покойными были захоронены предметы быта (керамика), панцири черепах, а также хорошо сохранившиеся  флейты, изготовленные из кости  журавля. В древнейшей фазе поселения найдено только две сравнительно простых флейты, одна из которых тетра-, а вторая —  пентатоническая. В средней фазе обнаружено несколько более сложно устроенных инструментов, включая два гексатонических. На последней фазе появляются гептатонические флейты. Керамика Цзяху — одна из древнейших в неолитическом Китае. В нескольких кувшинах обнаружены следы алкогольных напитков, полученных при ферментации риса, меда и некоторых местных растений.
На черепаховых панцирях и нескольких костях из могил средней фазы нанесены  протописьменные знаки. Некоторые из них напоминают появившиеся позднее иероглифы, в частности, обозначающие глаз и солнце.